# Aubrieta canescens
Aubrieta canescens là một loài thực vật có hoa trong họ Cải. Loài này được (Boiss.) Bornm. mô tả khoa học đầu tiên năm 1936.